# Коттой
Коттой, также в источниках известен как Котта, или Котой (чечен. Котта) — урочище на территории Гухойского сельского поселения в Итум-Калинском районе Чеченской Республики. Покинутый аул. Сохранилась гробница святого Ибрагима Хаджи (зиярат Ибрагим-Хаджи) — туристическая достопримечательность.

## География
Расположен к северо-западу от районного центра Итум-Кали, на левом берегу реки Мулканэка, северо-западнее селения Ушкалоя.

## Топоним
По одному из источников, топоним Котта с чеченского переводится как «верхние», «победители».

## Население
| Год  | Численность |
| ---- | ----------- |
| 1883 | 30          |
| 1889 | 44          |